# Christophe Kabongo
Christophe Kabongo (Praga, 27 agosto 2003) è un calciatore ceco, centrocampista del Viktoria Plzeň.

## Biografia
È nato in Repubblica Ceca da padre congolese e madre russa.

## Carriera

### Club
È cresciuto nei settori giovanili di Sparta Praga e Slavia Praga. Nel 2020 è stato acquistato dal Lommel con cui ha debuttato a livello professionistico l'11 settembre nell'incontro vinto 3-2 contro il Lierse Kempenzonen. Ha segnato il suo primo gol l'11 dicembre 2022, decidendo l'incontro casalingo contro il Deinze.
Il 14 febbraio del 2023 è passato in prestito al Podbrezová, dove ha giocato per una stagione e mezza mettendo a segno 14 reti in 44 incontri. Il 21 giugno 2024 è stato acquistato a titolo definitivo dal Viktoria Plzeň, ma dopo un solo mese ha subito un grave infortunio al ginocchio che ne ha compromesso il resto della stagione.

### Nazionale
Ha giocato con le nazionali giovanili ceche Under-17, Under-19, Under-20 ed Under-21.

## Statistiche

### Presenze e reti nei club
Statistiche aggiornate al 6 marzo 2025.
| Stagione          | Squadra           | Campionato        | Campionato | Campionato | Coppe nazionali | Coppe nazionali | Coppe nazionali | Coppe continentali | Coppe continentali | Coppe continentali | Altre coppe | Altre coppe | Altre coppe | Totale | Totale | Totale |
| Stagione          | Squadra           | Comp              | Pres       | Reti       | Comp            | Pres            | Reti            | Comp               | Pres               | Reti               | Comp        | Pres        | Reti        | Pres   | Reti   |        |
| ----------------- | ----------------- | ----------------- | ---------- | ---------- | --------------- | --------------- | --------------- | ------------------ | ------------------ | ------------------ | ----------- | ----------- | ----------- | ------ | ------ | ------ |
| 2020-2021         | Lommel            | 1B                | 7          | 0          | CB              | 0               | 0               | -                  | -                  | -                  | -           | -           | -           | 7      | 0      |        |
| 2021-2022         | Lommel            | PL                | 2          | 0          | CB              | 1               | 0               | -                  | -                  | -                  | -           | -           | -           | 3      | 0      |        |
| 2022-gen. 2023    | Lommel            | PL                | 5          | 1          | CB              | 0               | 0               | -                  | -                  | -                  | -           | -           | -           | 5      | 1      |        |
| Totale Lommel     | Totale Lommel     | Totale Lommel     | 14         | 1          |                 | 1               | 0               |                    | -                  | -                  |             | -           | -           | 15     | 1      |        |
| gen.-giu. 2023    | Podbrezová        | SL                | 10         | 5          | CS              | 0               | 0               | -                  | -                  | -                  | -           | -           | -           | 10     | 5      |        |
| 2023-2024         | Podbrezová        | SL                | 28         | 4          | CS              | 6               | 5               | -                  | -                  | -                  | -           | -           | -           | 34     | 9      |        |
| Totale Podbrezová | Totale Podbrezová | Totale Podbrezová | 38         | 9          |                 | 6               | 5               |                    | -                  | -                  |             | -           | -           | 44     | 14     |        |
| 2024-2025         | Viktoria Plzeň    | 1L                | 1          | 0          | CRC             | 0               | 0               | UEL                | 0                  | 0                  | -           | -           | -           | 1      | 0      |        |
| Totale carriera   | Totale carriera   | Totale carriera   | 53         | 10         |                 | 7               | 5               |                    | 0                  | 0                  |             | -           | -           | 60     | 15     |        |